# Kunstwollen
Kunstwollen ist ein kunsthistorischer Begriff, der erstmals 1856 von Heinrich Brunn in die wissenschaftliche Diskussion eingeführt wurde. Der Begriff bezeichnet Charakteristik und zugleich Grenze ästhetischer Gestaltung einer Epoche (siehe auch Kunststil) und den ihr eigentümlichen, inneren Gestaltungsantrieb. Demnach strebe jede Epoche menschlicher Entwicklung nach einer einzigartigen und nicht wiederholbaren Form der Gestaltung, wobei Gestaltung hier im weitesten Sinne zu verstehen ist. Aus kunsthistorischer Sicht komme daher eine Wertung einer Epoche gegen eine andere nicht in Frage. In Folge wurde die Konzeption des Kunstwollens durch die Wiener Schule, insbesondere aber durch die Wirksamkeit Alois Riegls zu einem der zentralen Bezugspunkte in Opposition zur klassischen Kunstvorstellung und Kunstgeschichtsschreibung. Diese ging nahezu einheitlich von führenden Kunstepochen aus und behandelte andere als ungleichrangige Vorgänger, Epigonen oder als Verfallsepochen.
Charakteristisch für den Bruch mit der traditionellen Kunstgeschichte ist die wissenschaftliche Gleichstellung von Meisterwerk oder Kulturdenkmal mit den einfachsten Produkten des Handwerks sowie die grundsätzliche Ablehnung, Epochen des Verfalls gegen Blütezeiten zu unterscheiden, die im Kunstwollen ihre positive Aufhebung haben soll. Genau wie die Unterscheidung von Meisterschaft gegen Epigone oder Schüler gehörte das Differenzieren von Blütezeit und Verfallsepoche zu den Grundlagen klassischer Kunstbetrachtung seit der Antike. Man findet sie etwa einleitend zum Buch 35 der Naturgeschichte des Plinius, so wie später in der neuzeitlichen Konzeption der griechischen Kunst bei Giorgio Vasari, sowohl als später bei Johann Joachim Winckelmann. Die griechische Kunst des 5. Jahrhunderts und die Kunst der Hochrenaissance galten bis weit ins 19. Jhd. als maßgebliche, bzw. klassische Kunstepochen. Im Kontrast zu diesen galt die Kunst des Römischen Reichs bzw. die Kunst des Barockzeitalters als epigonal und ungleichwertig. Einzeluntersuchungen von Kunstwerken und Kunstdenkmälern gingen von maßgeblichen Schulen, Meistern und Meisterwerken aus. Diese enthielten, dieser Sicht nach, eine Universalforderung an die eigene, an jede andere Epoche und jeden anderen Kulturkreis. Beispielhaft hier die Darstellung und Bewertung der Spätantike als Verfallszeit durch Jacob Burckhardt:

„… so ist in dieser Zeit eine Ausartung der Rasse, wenigstens in den höhern Ständen, unleugbar. … die Kunst leistet den unwiderleglichen Beweis in unzähligen Denkmälern, und zwar auch in solchen, die keine Entschuldigung durch Ungeschicklichkeit des Künstlers zulassen. In den meisten Bildnissen dieser Zeit herrscht teils eine natürliche Hässlichkeit, teils etwas Krankhaftes, Skrophulöses, Aufgedunsenes oder Eingefallenes vor. Grabmonumente, Münzen, Mosaiken, Böden von Trinkgläsern – alles stimmt hierin überein. … ja vielleicht mehr als die Bildnisse überhaupt, sprechen die eigentlichen Idealfiguren der betreffenden Zeit, in welchen die Künstler das allgemein Gültige niederlegen wollen, die Verschlechterung des damaligen Menschentypus aus.“

Heinrich Brunn leitete die grundsätzlich neue Kunstauffassung als Ergebnis aus seinen Studien zur Antike ab:

„Fassen wir zusammen, was Wir über die Vorzüge, wie die Mängel der ägyptischen Kunst bemerkt haben, so dürfen wir nicht zu behaupten wagen, dass die Aegypter nicht anders und besser hätten bilden können, sondern dass sie nicht anders bilden wollten. Aus welchem Grunde? Das werden wir erst durch einen Blick auf die übrigen Verhältnisse des ägyptischen Lebens erkennen.“

Damit war zum ersten Mal der klassischen Auffassung von Blüte und Verfall aller Kultur von Seiten der Forschung her prinzipiell widersprochen. Mit seiner "Spätrömische(n) Kunstindustrie" legte Alois Riegl im Jahr 1901 die erste bedeutende Einzeluntersuchung zum Kunstwollen vor. In diesem Werk prägte Riegl zugleich maßgeblich den Begriff der Spätantike.
Riegl erweitert die brunnsche Auffassung im Sinne einer modernen Kunstphilosophie. Dafür nimmt er in der Entwicklung des Menschen einen allgemeinen und zeitlosen Hedonismus zum Ausgangspunkt. Alle Kunst jeder Epoche sei prinzipiell aus dieser hedonistischen Perspektive zu betrachten. Riegl schreibt dazu:

„Alles Wollen des Menschen ist auf die befriedigende Gestaltung seines Verhältnisses zu der Welt [...] gerichtet. Das bildende Kunstwollen regelt das Verhältnis des Menschen zur sinnlich wahrnehmbaren Erscheinung der Dinge: es gelangt darin die Art und Weise zum Ausdruck, wie der Mensch jeweilig die Dinge gestaltet oder gefärbt sehen will … Der Charakter dieses Wollens ist beschlossen in demjenigen, was wir die jeweilige Weltanschauung … nennen: in Religion, Philosophie, Wissenschaft, auch Staat und Recht …“

Die Idee es habe ungleichrangige Kunstepochen der Gestaltung gegeben wird damit untergraben. Gegen die Forderung einer idealen und zeitlosen Kunstregel, welche eine Kultur oder eine Epoche mehr und eine andere weniger beherrscht, soll nunmehr von einem Kunstwollen auszugehen sein, was die Möglichkeiten oder Ansprüche der Kunstkritik überhaupt einschränkt. Die Intention Riegls unterscheidet sich dabei noch wesentlich von der seiner Fachkollegen, denn:

„Es soll also in diesem Buche nachgewiesen werden, dass auch die Wiener Genesis gegenüber der flavisch-trajanischen Kunst vom Standpunkte universalhistorischer Betrachtung der Gesammtkunstentwicklung einen Fortschritt und nichts als Fortschritt bedeutet.“

Diese rieglsche Auffassung des Kunstwollens als Teil und sogar Motor einer zeitlosen Höherentwicklung der bildenden Kunst blieb eine in der Forschung isolierte. Einflussreich wurde dagegen, neben anderen Konzeptionen, die in den Jahren nach 1900 diskutiert wurden, das Kunstwollen für die Verwissenschaftlichung des Fachgebiets und damit für die Angleichung der Kunstgeschichte an die Geschichtswissenschaft. Nach einer These Konrad Hoffmanns: „ermöglicht das Prinzip «Kunstwollen» die analytische Platzierung eines jeden nur vorstellbaren Kunstprodukts in systematisch-entwicklungsgeschichtlicher Hinsicht, mit der an Naturwissenschaft und Technik professionell geschulten Effizienz und Durchsichtigkeit einer flexiblen Versuchsanordnung.“ Rückblickend bezeichnet das Kunstwollen eine Revolution in Grundfragen der Kunstwissenschaft auch dann, wenn es in seiner Interpretation immer wieder bedeutende Unterschiede gegeben hat.
Heute hat der Begriff Kunstwollen als solcher eine relativ untergeordnete Bedeutung. Er wird oftmals trivial verwendet. In der Fachliteratur erscheint er mehr im Zusammenhang der Selbstreflexion oder als Markstein in der Historie der Kunstgeschichtsschreibung selbst. Ganz anders steht es um die mit dem Begriff verbundene Bedeutung des Bruchs mit der Kunstgeschichte insbesondere seit Winckelmann, wobei dem Konzept vom Kunstwollen eine Pionierfunktion zuerkannt werden muss. Ernst Gombrich, in seiner Schrift „Kunst und Fortschritt“, kennzeichnet im Rückblick den Bruch moderner Kunstwissenschaft mit der Tradition scharf an der Grenze zur Ideologie: „Jeder Student weiß schon im ersten Jahr, daß Michelangelo nicht besser ist als Giotto, sondern nur anders“(1978). Ähnlich Georg Simmel im Sinne eines Glaubensbekenntnisses: „Ich glaube nicht an unvollkommene Religionen, so wenig wie ich an unvollkommene Kunststile glaube. … Sind sie aber überhaupt vollkommen Religion, so sind sie auch vollkommene Religion, gerade wie die Malerei des Trecento, auch wenn sie keine Schatten, keine natürliche Bewegtheit, keine Perspektive zeigt, dennoch so vollkommene Kunst ist wie die spätere, die dies alles besitzt. Giotto wollte eben etwas anderes als Raffael oder Velasquez. Und wenn etwas überhaupt als Kunst in dem Sinne vollkommen ist, dass keine anderen Motive als künstlerische das Werk formen, wenn roh-sinnliche Impulse, Gefesseltheit an das zufällig Wirkliche, Tendenzen aus anderen Interessengebieten nicht mehr in der Bilderscheinung hervortreten - so ist jedes Kunstwollen jedem anderen gleichwertig. Von Vollkommenheit oder Unvollkommenheit kann dann nur so insoweit die Rede sein, als das individuelle Genie grösser oder geringer ist.“

## Kritik
Von Bedeutung wurde in Folge vor allen anderen die Interpretation Panofskys und seine gegen das Kunstwollen gerichtete, alternative Konzeption der Ikonologie. Zu weiteren wichtigen Kritikern jener Epoche zählen Forscher wie Heinrich Wölfflin und Ernst Heidrich. Wölfflin hält an der Idee einer Klassischen Kunst fest, erweitert aber den Begriff des Klassischen. Für Wölfflin bedeutet Klassische Kunst „das Streben nach einem plastisch-tektonischen, klar und allseitig durchdachten Weltbild“ und „der vollkommen klaren, unbedingt faßbaren Formerscheinung“. Zyklisch folgen auf Epochen klassischer Kunst Epochen, die ihre Identität grade im Verbergen und in Unklarheit haben, wie Wölfflin exemplarisch an der Folge des Barock auf das Zeitalter der Renaissance darstellt. Die Autonomie je einzelner Epochen durch ein Kunstwollen würde damit grundsätzlich relativiert und der Bezug zur Gestaltung der jeweils vorangegangenen Zeit wird wieder enger geknüpft.